# Jordan-Nunatak
Der Jordan-Nunatak ist ein Nunatak auf der Thurston-Insel vor der Eights-Küste des westantarktischen Ellsworthlands. Er ragt zwischen den Kopfenden des Rochray- und des Cox-Gletschers im südwestlichen Teil der Insel auf.
Der United States Geological Survey kartierte ihn anhand eigener Vermessungen und Luftaufnahmen der United States Navy aus den Jahren zwischen 1960 und 1966. Das Advisory Committee on Antarctic Names benannte ihn 1970 nach Joe Jordan, einem Specialist 6 eines Flugverbands der United States Army und Hubschraubermechaniker bei der Erkundung des Ellsworthlands zwischen 1968 und 1969.